# Abisara lydda
Abisara lydda är en fjärilsart som beskrevs av William Chapman Hewitson 1865. Abisara lydda ingår i släktet Abisara och familjen Riodinidae. Inga underarter finns listade i Catalogue of Life.